# Jean-Amour Fazer
Jean-Amour Fazer (Le Moule, 1991) è un ex giocatore di football americano francese che ha giocato come offensive lineman.

## Palmarès
- 1 World Games (2017)